# Passo Tioga
Passo Tioga (em inglês:  Tioga Pass), é um passo de montanha nas montanhas da Sierra Nevada, na Califórnia, à altitude de 3031 metros. A State Route 120 atravessa-o servindo como ponto de entrada oriental para o Parque Nacional de Yosemite.